# Weyarn
Weyarn es uno de los 15 municipios, que junto con las ciudades de Miesbach y Tegernsee integran el distrito de Miesbach, en Alta Baviera, en la región de los Alpes (Alemania).
En su origen fue un monasterio fundado en 1133 por el conde de Falkenstein.